# Lucillella aurigera
Lucillella aurigera är en fjärilsart som beskrevs av Archibald C. Weeks 1903. Lucillella aurigera ingår i släktet Lucillella och familjen Riodinidae. Inga underarter finns listade i Catalogue of Life.